# 강선머스킷

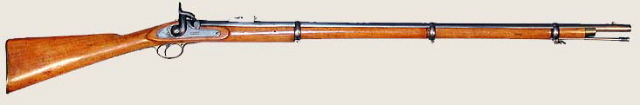
1853년형 엔필드 강선머스킷

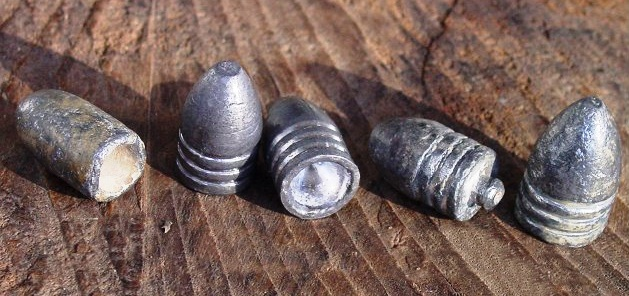
강선머스킷의 탄자로는 미니에탄이 많이 쓰였다.

강선머스킷(rifle-musket)은 19세기 중반에 사용된 화기이다. 본래 머스킷은 강선이 없는 활강총이었는데, 후기에 기술의 발달로 강선을 사용한 것들이 강선머스킷이다. 대개 강선이 새겨진 총신을 제외하면 기존에 존재하던 활강식 머스킷과 설계가 동일한 것들을 강선머스킷이라고 칭했다. 완전한 강선소총(라이플)이 널리 퍼지면서 강선머스킷은 도태되었다.

## 같이 보기
- 스프링필드 소총
- 소총
- 강선